# Бівердам (Невада)
Бівердам (англ. Beaverdam) — переписна місцевість (CDP) в США, в окрузі Лінкольн штату Невада. Населення — 40 осіб (2020).

## Географія
Бівердам розташований за координатами 37°41′10″ пн. ш. 114°26′31″ зх. д. / 37.68611° пн. ш. 114.44194° зх. д. (37.686111, -114.441864).  За даними Бюро перепису населення США в 2010 році переписна місцевість мала площу 9,97 км², уся площа — суходіл. В 2017 році площа становила 1,78 км², уся площа — суходіл.

## Демографія
Згідно з переписом 2010 року, у переписній місцевості мешкали 44 особи в 23 домогосподарствах у складі 14 родин. Густота населення становила 4 особи/км².  Було 26 помешкань (3/км²).
Расовий склад населення:
| - 93,2 % — білих |

До двох чи більше рас належало 6,8 %. Частка іспаномовних становила 0,0 % від усіх жителів.
За віковим діапазоном населення розподілялося таким чином: 9,1 % — особи молодші 18 років, 47,7 % — особи у віці 18—64 років, 43,2 % — особи у віці 65 років та старші. Медіана віку мешканця становила 62,5 року. На 100 осіб жіночої статі у переписній місцевості припадало 83,3 чоловіків;  на 100 жінок у віці від 18 років та старших — 90,5 чоловіків також старших 18 років.
Цивільне працевлаштоване населення становило 10 осіб. Основні галузі зайнятості: сільське господарство, лісництво, риболовля — 100,0 %.